# Abidos
Abidos is een gemeente in het Franse departement Pyrénées-Atlantiques (regio Nouvelle-Aquitaine) en telt 200 inwoners (1999). De plaats maakt deel uit van het arrondissement Pau.

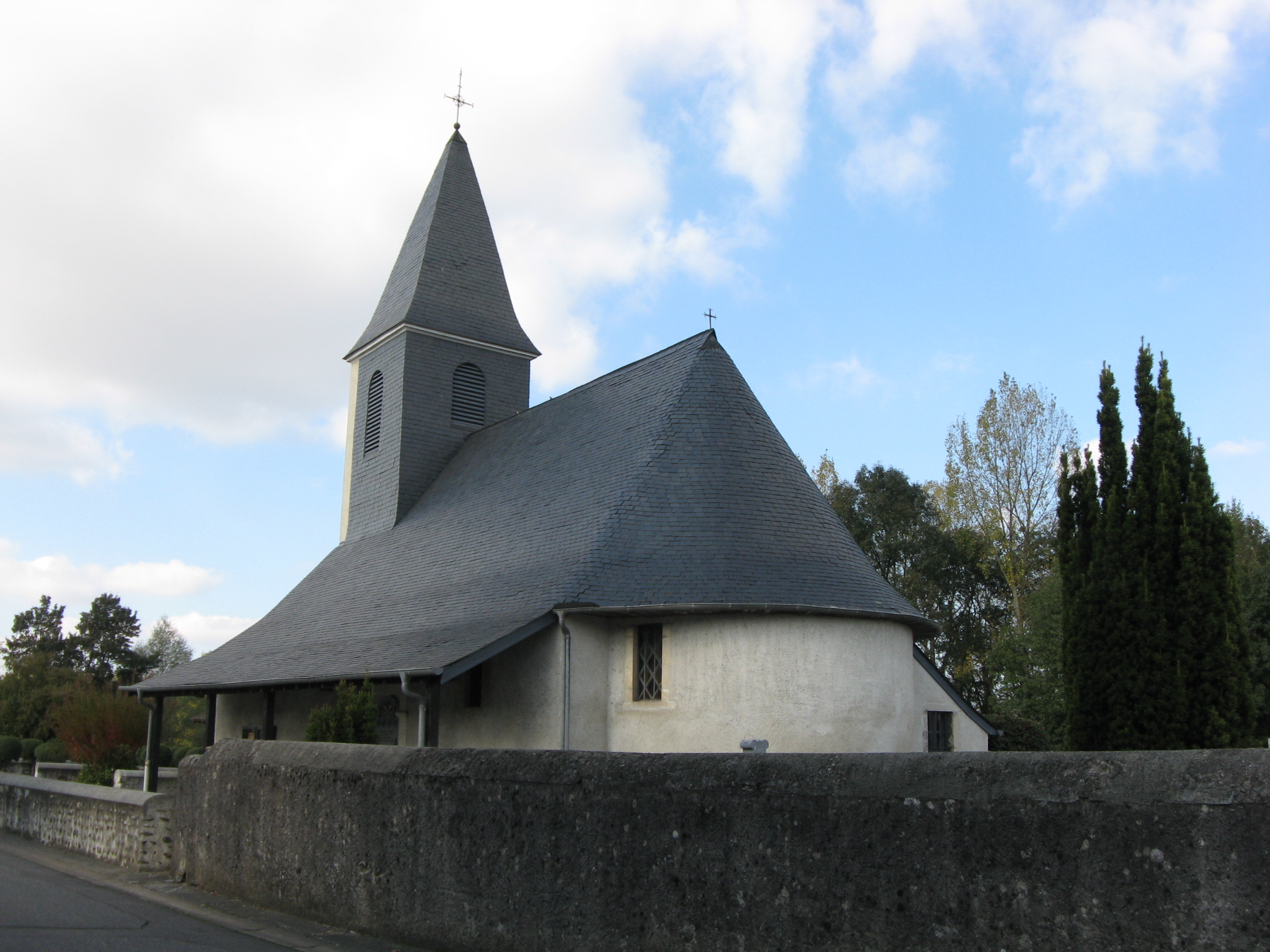
Kerk van Abidos
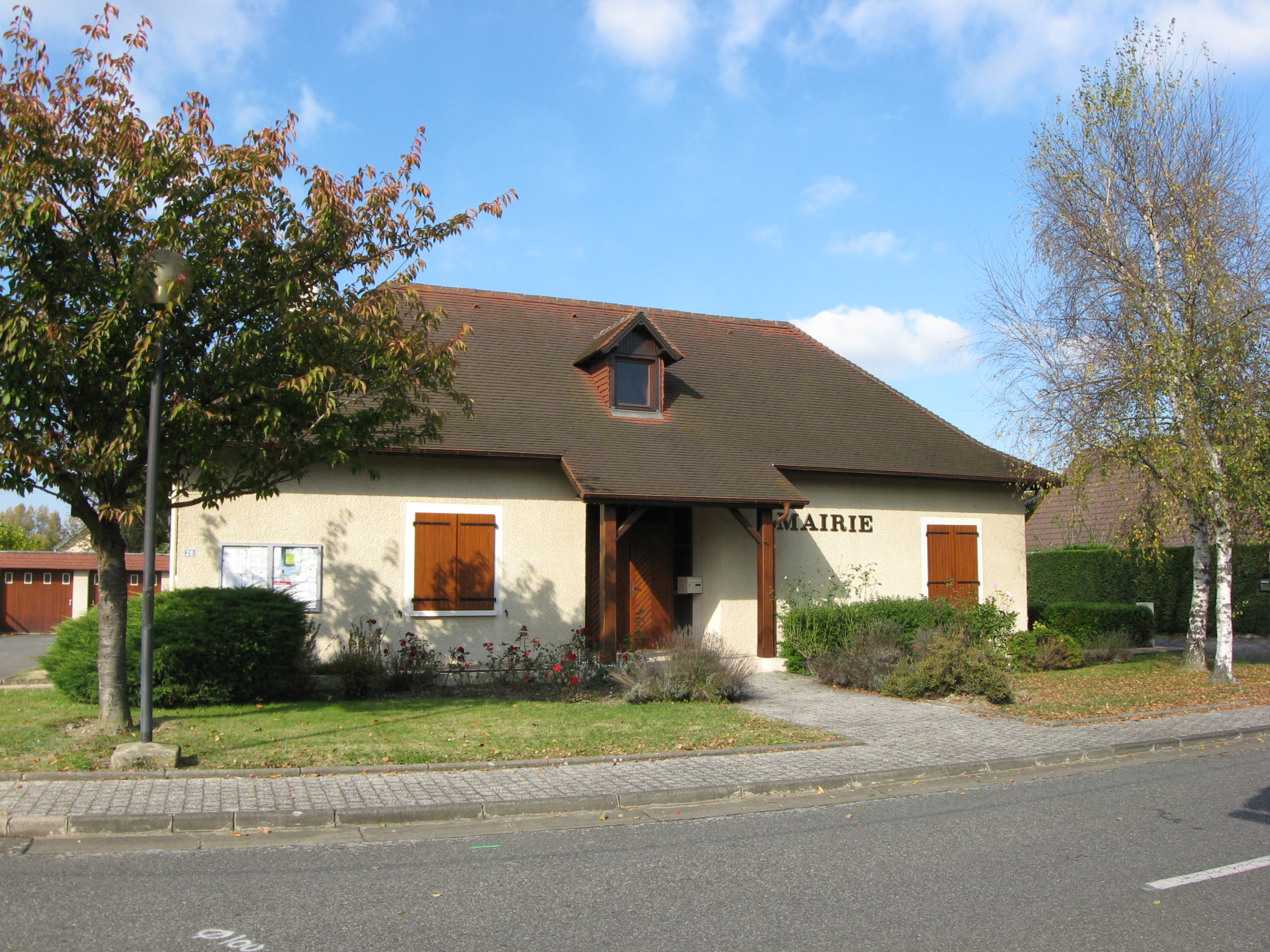
Gemeentehuis
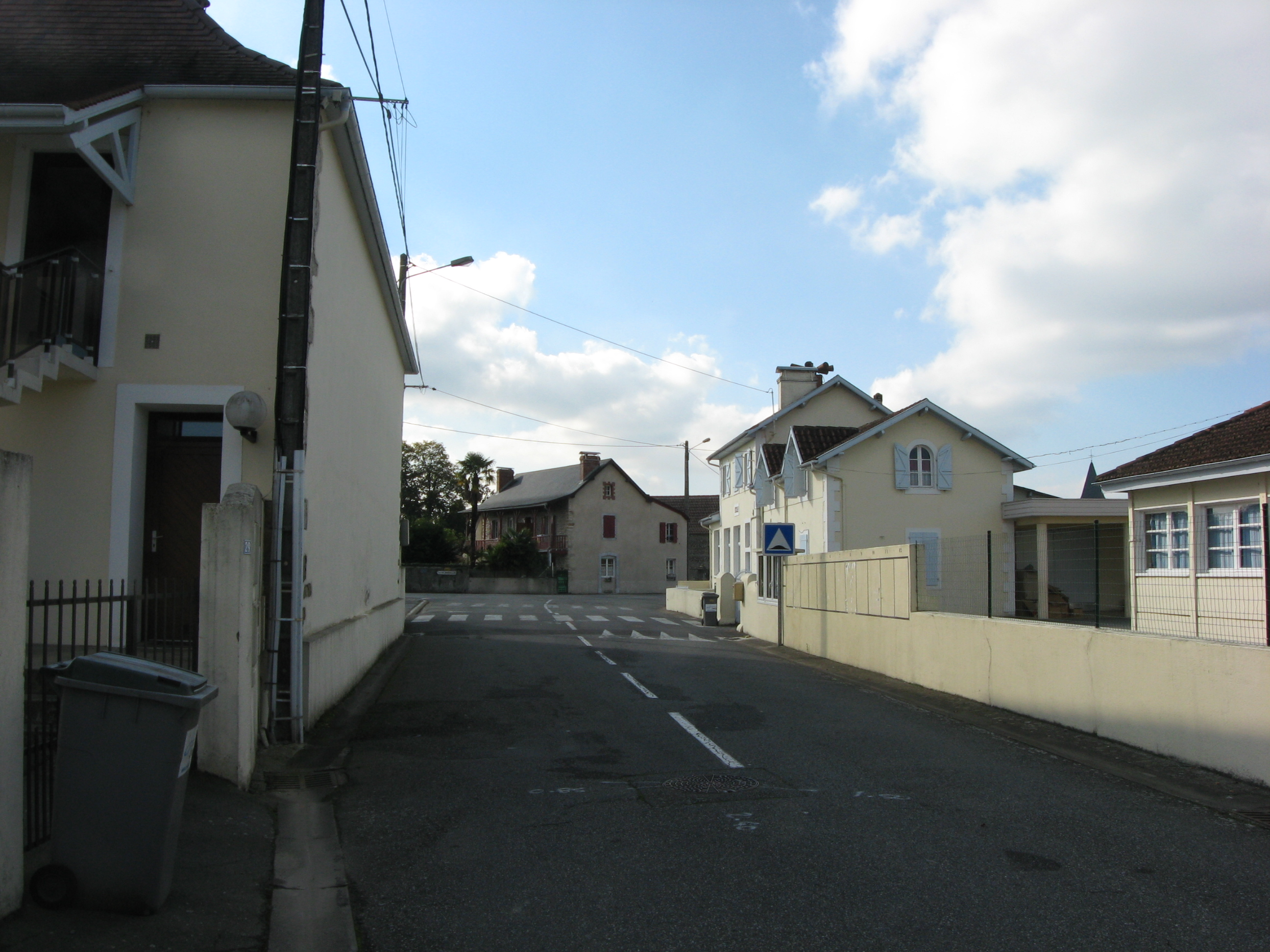
Hoofdweg

## Geografie
De oppervlakte van Abidos bedraagt 3,1 km², de bevolkingsdichtheid is 64,5 inwoners per km².
De onderstaande kaart toont de ligging van Abidos met de belangrijkste infrastructuur en aangrenzende gemeenten.

## Demografie
Onderstaande figuur toont het verloop van het inwonertal (bron: INSEE-tellingen).